# Порт-Дікінсон (Нью-Йорк)
Порт-Дікінсон (англ. Port Dickinson) — селище (англ. village) в США, в окрузі Брум штату Нью-Йорк. Населення — 1699 осіб (2020).

## Географія
Порт-Дікінсон розташований за координатами 42°8′13″ пн. ш. 75°53′38″ зх. д. / 42.13694° пн. ш. 75.89389° зх. д. (42.137022, -75.894016).  За даними Бюро перепису населення США в 2010 році селище мало площу 1,85 км², з яких 1,65 км² — суходіл та 0,20 км² — водойми.

## Демографія
Згідно з переписом 2010 року, у селищі мешкала 1641 особа в 739 домогосподарствах у складі 415 родин. Густота населення становила 885 осіб/км².  Було 782 помешкання (422/км²).
Расовий склад населення:
| - 95,1 % — білих - 2,0 % — чорних або афроамериканців - 0,6 % — азіатів |

До двох чи більше рас належало 2,1 %. Частка іспаномовних становила 1,1 % від усіх жителів.
За віковим діапазоном населення розподілялося таким чином: 22,3 % — особи молодші 18 років, 62,5 % — особи у віці 18—64 років, 15,2 % — особи у віці 65 років та старші. Медіана віку мешканця становила 39,8 року. На 100 осіб жіночої статі у селищі припадало 83,8 чоловіків;  на 100 жінок у віці від 18 років та старших — 83,2 чоловіків також старших 18 років.
Середній дохід на одне домашнє господарство  становив 58 497 доларів США (медіана — 49 777), а середній дохід на одну сім'ю — 70 116 доларів (медіана — 63 333). Медіана доходів становила 40 526 доларів для чоловіків та 41 050 доларів для жінок. За межею бідності перебувало 11,0 % осіб, у тому числі 14,0 % дітей у віці до 18 років та 3,9 % осіб у віці 65 років та старших.
Цивільне працевлаштоване населення становило 915 осіб. Основні галузі зайнятості: освіта, охорона здоров'я та соціальна допомога — 29,9 %, роздрібна торгівля — 14,1 %, виробництво — 9,7 %, мистецтво, розваги та відпочинок — 8,1 %.